# C-Block
C-Block бивша је немачка хип хоп група, основана 1995. године од стране немачких музичких продуцената Франка Милера и Јерга Вагнера. Групу су чинили амерички репери и певачи Anthony Red Dogg Joseph и James Mr.P White.
Група је била један од симбола хип-хопа у Европи и заједно са репером Наном и групом Down Low означила је успон америчке реп сцене. Имали су запажен успех почетком деведесетих година.

## Историјат
Након завршетка Заливског рата, амерички војници били су стационирани у Немачкој, неки од њих су били музичари или имали амбиције ка музици. Anthony Red Dogg Joseph и James Mr.P White упознали су се са Френком Милером и он их је позвао да постану део његовог музичког пројекта. Изабрали су име C-Block и објавили деби сингл Shake Dat Azz у сарадњи са чикашким репером A.K.-S.W.I.F.T-ом, крајем 1996. године. Након тога уследили су хитови попут So Strung Out који су значајно утицали на развој хип-хопа у Европи.
James Mr.P White је 1997. године напустио групу, а уместо њега су дошли чланови Theresa Misty Baltimore и Preston Goldie Gold, који су снимали пратеће вокале за дебитантски албум C-Block, под називом General Population, објављен 1997. године. Након другог албума, Keepin' It Real који је био поп оријентисан, сви чланови напустили су групу.
У групу се након тога вратио репер Mr. P, који је покушао да покрене C-Block заједно са певачицом Џинин Лов. Објавили су сингл под окриљем групе, али он није имао велики комерцијални успех и група је званично распуштена крајем 2000. године.

## Дискографија

### Синглови
| Година | Назив                   | Позиција | Позиција | Позиција | Позиција | Позиција |
| Година | Назив                   | АУС      | ФИН      | НЕМ      | ШВЕ      | ШВА      |
| ------ | ----------------------- | -------- | -------- | -------- | -------- | -------- |
| 1996   | Shake Dat Azz           | -        | -        | -        | -        | -        |
| 1996   | So Strung Out           | 14       | 7        | 4        | -        | 7        |
| 1997   | Time Is Tickin' Away    | 16       | 12       | 5        | 40       | 9        |
| 1997   | Summertime              | -        | -        | 19       | -        | -        |
| 1997   | Eternal Grace           | -        | -        | 8        | -        | 20       |
| 1998   | Broken Wings            | -        | -        | 27       | -        | 31       |
| 1999   | Keep Movin'             | -        | -        | 66       | -        | -        |
| 2000   | The Future Is So Bright | -        | -        | -        | -        | -        |

### Албуми
| Година | Назив              | Позиција | Позиција | Позиција | Позиција | Позиција |
| Година | Назив              | АУС      | ФИН      | НЕМ      | МАЂ      | ШВА      |
| ------ | ------------------ | -------- | -------- | -------- | -------- | -------- |
| 1997   | General Population | 41       | 17       | 14       | 6        | 10       |
| 1998   | Keepin' It Real    | -        | -        | 45       | 17       | 34       |